# Samova plemenska zveza
Samova plemenska zveza (tudi Samova država ali Samovo kraljestvo) je bila zveza slovanskih plemen, ki so poseljevala območja od gornjega Polabja in vsaj do Karavank in od bavarsko-slovanske meje do ozemlja današnje Slovaške. Nastala je verjetno že leta 623, ko so se podrejeni Slovani pod vodstvom domnevno frankovskega trgovca Sama, ki je kasneje postal njen prvi in edini kralj, uspešno uprli Avarom. Samova plemenska zveza je po smrti kralja Sama, do katere je prišlo v letu 658, hitro razpadla. Na ozemlju današnje avstrijske Koroške in delu spodnje in zgornje Štajerske je v okviru Samove plemenske zveze nastala najstarejša slovanska državna tvorba, ki vsaj kasneje nosi ime Karantanija, in ki je bila samostojna še 2. stoletji.